# Little Ann Little
Ann L. Rothschild (nacida el 1 de marzo de 1910-22 de octubre de 1981), conocida como Little Ann Little, Annabel Little y Ann Little Werner, fue una actriz de vodevil, actriz de voz y cantante estadounidense que alcanzó la fama en la década de 1930 como la voz de Betty Boop, sustituyendo a la intérprete original Margie Hines. De 1931 a 1933, Little Ann Little realizó grabaciones para los dibujos animados y la gira de "Betty Boop" y apareció en espectáculos de variedades por todo el país.
Rothschild consiguió el trabajo como la voz de Betty Boop como resultado de un concurso convocado por Paramount Pictures para una chica con voz chillona. También era muy adecuada físicamente para el papel, ya que sólo medía 1,80 m y pesaba 45 kg.
Little se fue de gira con la artista de los Fleischer Studios Pauline Comanor. Ann posaba mientras Pauline la dibujaba como Betty Boop. Ambas terminaban el número con un "boop-boop-a-doop".
Little había empezado en el mundo del espectáculo en 1925 como miembro del coro de ponis del Greenwich Village Follies. También fue un descubrimiento de la RKO y en una época tuvo su propio programa en la cadena NBC como la cantante Little Ann Little.

## Vida personal
Al terminar su carrera en el mundo del espectáculo, Little se trasladó a San Petersburgo, Florida, con su marido, que era empleado retirado de Consolidated Edison. A finales de la década de 1940, fue instructora en la Pauline Buhner School of Dance de esa ciudad, donde enseñaba interpretación, canto y baile.
Little estudió la Biblia, con el objetivo de ordenarse ministro y predicar el Evangelio. A partir de 1954, Little se ordenó ministro en la Unity Church of Christianity.
Little falleció a la edad de 71 años en Fort Myers, Florida, el 22 de octubre de 1981.

## Filmografía
| Título                                                                     | Año                                              |
| Barnacle Bill(cortometraje) (voz no acreditada)                            | 1930                                             |
| My Wife'e Gone to the Country (cortometraje, Betty Boopish flappers)       | 1931                                             |
| The Herring Murder Case (Herrings Wife)                                    | 1931                                             |
| Little Annie Rooney                                                        | Annie Rooney (cortometraje) (voz, no acreditada) |
| Kitty from Kansas City (cortometraje) (Kitty)                              | 1931                                             |
| Mask-a-Raid(cortometraje) (Betty Boop, voz no acreditada)                  |                                                  |
| Jack and the Beanstalk (cortometraje) (voz no acreditada)                  | 1931                                             |
| Dizzy Red Riding Hood (cortometraje) (Betty Boop, voz no acreditada)       | 1931                                             |
| Any Rags(cortometraje) (voz, no acreditada)                                |                                                  |
| Boop-Oop-A-Doop (cortometraje) (Aloysius, voz)                             | 1932                                             |
| Wait Till the Sun Shines, Nellie (cortometraje ("como voz de" Betty Boop)  | 1932                                             |
| Swim or Sink (S.O.S) (cortometraje) (como voz de Betty Boop no acreditada) | 1932                                             |
| 'A Hunting We Will Go (cortometraje) (Betty Boop, voz)                     | 1932                                             |
| Betty Boop's Bizzy Bee (cortometraje) (Betty Boop, voz no acreditada)      | 1932                                             |
| I'll Be Glad When Tou're Dead You Rascal You                               | 1932                                             |
| Betty Boop's May Party (cortometraje) (voz como Little Ann Little          |                                                  |